# Caloptilia orientalis
Caloptilia orientalis là một loài bướm đêm thuộc họ Gracillariidae. Nó được tìm thấy ở vùng Viễn Đông Nga.
Ấu trùng ăn Lonicera maackii. Chúng ăn lá nơi chúng làm tổ.